# Paweł Kasprzyk
Paweł Stanisław Kasprzyk (ur. 27 kwietnia 1948 w Lęborku) – polski polityk, samorządowiec, nauczyciel akademicki, poseł na Sejm II kadencji.

## Życiorys
Syn Stanisława i Barbary. W 1970 wstąpił do Polskiej Zjednoczonej Partii Robotniczej. Od tego samego roku do 1973 był szefem zarządu powiatowego Związku Młodzieży Socjalistycznej w Lęborku. Od 1975 zatrudniony był na etacie w PZPR. W 1978 ukończył studia na Wydziale Prawa i Administracji Uniwersytetu Gdańskiego, w 1984 uzyskał stopień doktora w Akademii Nauk Społecznych przy KC KPZR w Moskwie. W PZPR pełnił funkcje w Komitecie Wojewódzkim w Słupsku (którego członkiem był od 1988), był także I sekretarzem Komitetu Miejskiego partii w Lęborku (od 4 marca 1988 do 18 września 1989).
Od 1996 sprawował mandat posła II kadencji, wybranego z listy Sojuszu Lewicy Demokratycznej w okręgu słupskim (zastąpił zmarłego Kazimierza Iwańca). W latach 1998–2006 pełnił funkcję radnego sejmiku pomorskiego. W 2006 nie został ponownie wybrany.
Należał do Socjaldemokracji Rzeczypospolitej Polskiej, a następnie do SLD. W 2004 został działaczem Socjaldemokracji Polskiej, zasiadając we władzach regionalnych tego ugrupowania. Z listy Porozumienia dla Przyszłości kandydował do Parlamentu Europejskiego w 2009, a w 2010 i w 2014 z ramienia lokalnych lewicowych komitetów do rady miasta Słupska.
Zawodowo związany z Akademią Pomorską w Słupsku, był m.in. kierownikiem Zakładu Historii Filozofii i Filozofii Współczesnej. Objął stanowisko adiunkta w tym zakładzie, został też nauczycielem w Liceum Ogólnokształcącym nr 5 im. Zbigniewa Herberta w Słupsku.
W 1997 otrzymał Krzyż Kawalerski Orderu Odrodzenia Polski.